# Rolf Bothe
Rolf Bothe (* 1939 in Frankfurt am Main) ist ein deutscher Kunsthistoriker und Museumsdirektor.

## Leben
Bothe promovierte an der Freien Universität Berlin über die Burg Hohenzollern. Seine Wirkungsorte lagen im Berlin Museum und in Weimar bei den dortigen Kunstsammlungen. Am letzteren Ort wurde er als Westdeutscher von 1992 bis 2002 Direktor der Kunstsammlungen zu Weimar, welche 2003 in der Klassikstiftung Weimar aufgingen. Eines seiner Hauptwerke ist die über 600-seitige Monographie zu Clemens Wenzeslaus Coudray.
Im Jahr 2003 wurde ihm ein Ehrenkolloquium zuteil, zu dem eine Festschrift erschien.

## Werke (Auswahl)
- Burg Hohenzollern. Von der mittelalterlichen Burg zum nationaldynastischen Denkmal im 19. Jahrhundert. Mann, Diss. Berlin 1976.
- Burg Hohenzollern. Von der mittelalterlichen Burg zum nationaldynastischen Denkmal im 19. Jahrhundert. Mann, Berlin 1979, ISBN 3-7861-1148-0
- Clemens Wenzeslaus Coudray: 1775–1845; ein deutscher Architekt des Klassizismus, Köln; Weimar; Wien: Böhlau, 2013, ISBN 978-3-412-20871-4
- Museen, Kunst und Kinder, Wartburg Verlag, Weimar 2020, ISBN 978-3-86160-579-9
- Zus. mit Andreas Rietz: Polstermöbel und textile Raumausstattungen: vom Handwerk zur Wissenschaft, Schnell & Steiner, Regensburg 2019, ISBN 978-3-7954-3419-9
- Kirche, Kunst und Kanzel : Luther und die Folgen der Reformation, Böhlau-Verlag, Köln 2017, ISBN 978-3-412-50379-6
- Dichter, Fürst und Architekten. Das Weimarer Residenzschloß vom Mittelalter bis zum Anfang des 19. Jahrhunderts. Ostfildern-Ruit 2000, ISBN 3-7757-0836-7